# Nižbor

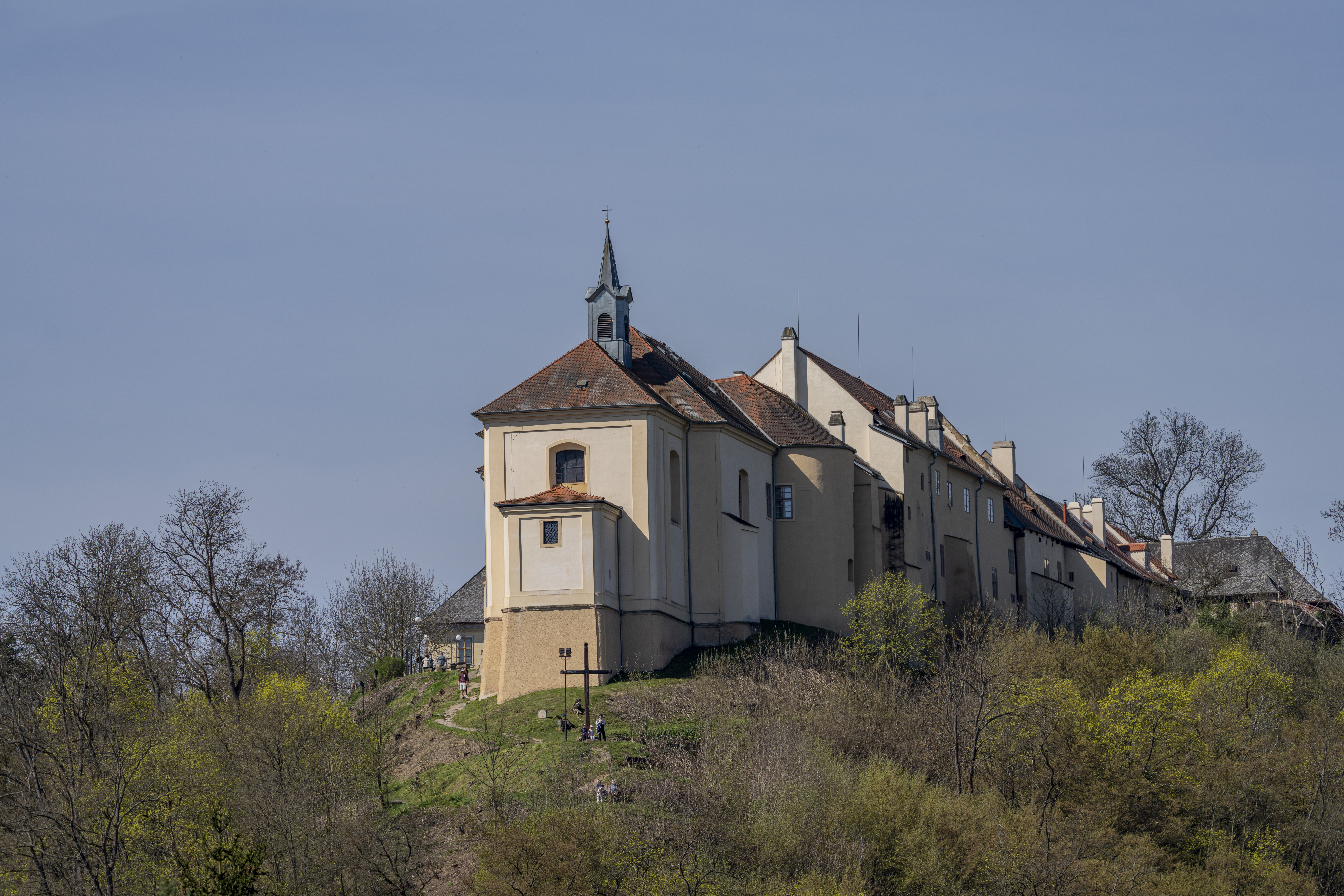
Zámek Nižbor z pohledu od jezu řeky Berounky

Nižbor (německy Nischburg, původně Miesenburg) je obec v okrese Beroun ve Středočeském kraji. Leží necelých sedm kilometrů severozápadně od Berouna. Žije zde přibližně 2 100 obyvatel. Obec leží v Křivoklátské vrchovině, v údolí řeky Berounky. Celá obec se až do roku 1946 jmenovala Nová Huť (někdy též Nová Huť u Berouna nebo Nová Huť pod Nižborem.)
Nižbor leží na místě, kde se kříží poledník (14° v. d.) a rovnoběžka (50° s. š.); tento průsečík se nachází uprostřed obce, jen několik metrů severně od zámku.

## Historie
První písemná zmínka o Nižboru (Acta apud Missembt, tj. „Dáno na Nižboru“) pochází z 27. září 1265, kdy král Přemysl Otakar II. vydal na zdejším hradě zakládací listinu města Poličky. Z původně německého jména Miesenburg, čili „hrad nad Mží“ se postupně (Myzburk, Nyžburk) vyvinul nynější český název. Základem obce se stala železná huť, založená v roce 1512 rytířským rodem Ottů z Losu. Ti měli tehdy v držení i hrad. Lidé přicházeli za prací a stavěli si v okolí hutě domy. Jelikož již jednu huť provozovali v nedalekém Hýskově, nazvali tu zdejší Nová Huť. Konec chodu železárny způsobila velká povodeň roku 1872 a pád vídeňské burzy roku 1873. Celá obec se od 16. století do roku 1925 jmenovala Nová Huť, mezi lety 1925–1946 Nová Huť pod Nižborem a teprve od roku 1946 nese současný název Nižbor.
V obci Nová Huť pod Nižborem (přísl. Nižbor, 1514 obyvatel, poštovní úřad, telegrafní úřad, telefonní úřad, četnická stanice, katol. kostel) byly v roce 1932 evidovány tyto živnosti a obchody: biograf Sokol, obchod s cukrovinkami, galanterie, 2 holiči, 4 hostince, kolář, Dělnický konsum, kovář, 2 krejčí, 2 obchody s lahůdkami, lihovar, 2 obuvníci, 2 pekaři, pila, povoznictví, 2 pojišťovací jednatelství, porodní asistentka, 8 rolníků, 2 řezníci, sklárna, 7 obchodů se smíšeným zbožím, 2 stavební družstva, obchod se střižním zbožím, 3 trafiky, 2 truhláři, 2 velkostatky (Fürstenberg, Správa státních lesů), 2 obchody s uhlím, 3 zahradnictví.
V obci Stradonice (přísl. Krkavčí Hora, 477 obyvatel, samostatná obec se později stala součástí Nižboru) byly v roce 1932 evidovány tyto živnosti a obchody: cihelna, 3 hostince, konfekce, kovář, krejčí, 2 obuvníci, obchod s lahvovým pivem, 7 rolníků, řezník, 2 obchody se smíšeným zbožím, švadlena, trafika.

## Obyvatelstvo
| Rok            | 1869  | 1880  | 1890  | 1900  | 1910  | 1921  | 1930  | 1950  | 1961  | 1970  | 1980  | 1991  | 2001  | 2011  | 2021  |
| -------------- | ----- | ----- | ----- | ----- | ----- | ----- | ----- | ----- | ----- | ----- | ----- | ----- | ----- | ----- | ----- |
| Počet obyvatel | 2 374 | 2 178 | 1 962 | 1 977 | 2 148 | 1 886 | 1 770 | 1 639 | 1 822 | 1 760 | 1 746 | 1 453 | 1 499 | 1 885 | 2 090 |
| Počet domů     | 231   | 249   | 269   | 270   | 286   | 298   | 347   | 468   | 429   | 442   | 434   | 472   | 500   | 555   | 611   |

## Obecní správa

### Územněsprávní začlenění
Dějiny územněsprávního začleňování zahrnují období od roku 1850 do současnosti. V chronologickém přehledu je uvedena územně administrativní příslušnost obce v roce, kdy ke změně došlo:
- 1850 země česká, kraj Praha, politický okres Rakovník, soudní okres Křivoklát[15]
- 1855 země česká, kraj Praha, soudní okres Křivoklát
- 1868 země česká, politický okres Rakovník, soudní okres Křivoklát
- 1939 země česká, Oberlandrat Kladno, politický okres Rakovník, soudní okres Křivoklát[16]
- 1942 země česká, Oberlandrat Praha, politický okres Rakovník, soudní okres Křivoklát[17]
- 1945 země česká, správní okres Rakovník, soudní okres Křivoklát[18]
- 1949 Pražský kraj, okres Beroun[19]
- 1960 Středočeský kraj, okres Beroun
- 2003 Středočeský kraj, okres Beroun, obec s rozšířenou působností Beroun

### Části obce
Obec Nižbor se skládá ze tří částí na třech katastrálních územích:
- Nižbor (i název k. ú.)
- Stradonice (k. ú. Stradonice u Nižboru)
- Žloukovice (i název k. ú.)

### Starostové
- Jaroslav Štika, 1990–1993
- Kateřina Zusková (ODS), od 1993 dosud

### Obecní symboly
Znak a vlajka byly obci uděleny rozhodnutím předsedy Poslanecké sněmovny Parlamentu České republiky dne 23. listopadu 1995.

## Popis
Významným průmyslovým podnikem v obci je sklárna, jejímž majitelem byl bývalý senátor Jiří Rückl. Obyvatelé dojíždějí za zaměstnáním především do Berouna. V obci je základní a mateřská škola, zdravotní středisko, pošta a samoobsluha. Obec je plynofikována. 
Nižbor je východiskem turistických tras směrem na Křivoklátsko i do údolí potoka Loděnice, řeku Berounku využívají vodáci. Nedaleko od Nižboru se také do Berounky zleva vlévá potok Vůznice, který protéká stejnojmennou národní přírodní rezervací.

## Doprava
Dopravní síť
- Pozemní komunikace – Obcí vede silnice II/116 Beroun – Nižbor – Lány.

- Železnice – Obec leží na železniční trati 174 Beroun – Rakovník. Je to jednokolejná celostátní trať, doprava na ní byla zahájena 30. dubna 1876. Na území obce leží železniční stanice Nižbor a železniční zastávka Žloukovice.

Veřejná doprava 2011
- Autobusová doprava – V obci měla zastávky autobusová linka Králův Dvůr-Beroun-Nižbor-Žloukovice (denně mnoho spojů) (dopravce PROBO BUS, a. s.).
- Železniční doprava – Po trati 174 projíždělo v pracovních dnech 12 párů osobních vlaků, o víkendu 10 párů osobních vlaků.

## Pamětihodnosti

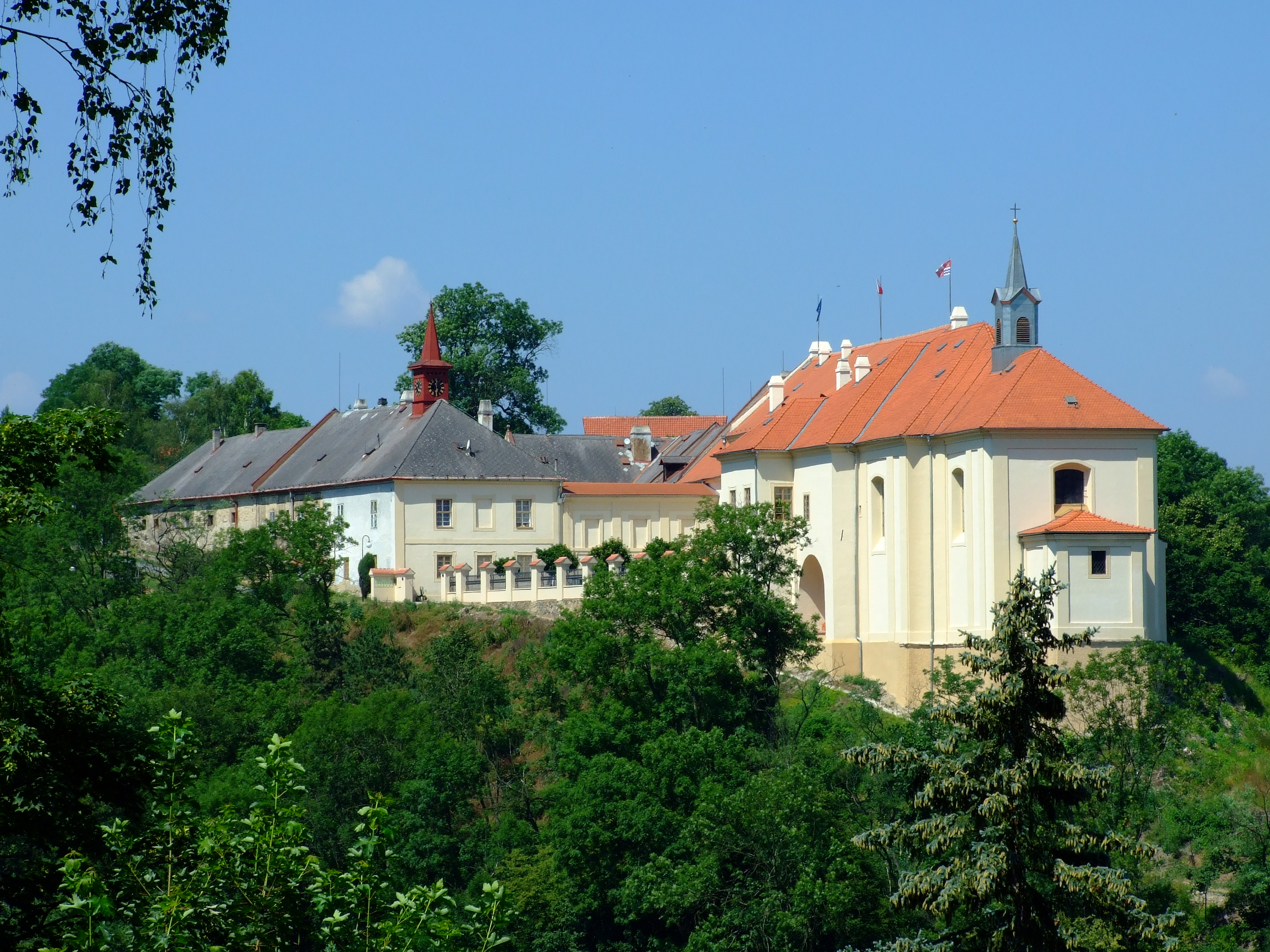
Pohled na barokní zámek v Nižboru

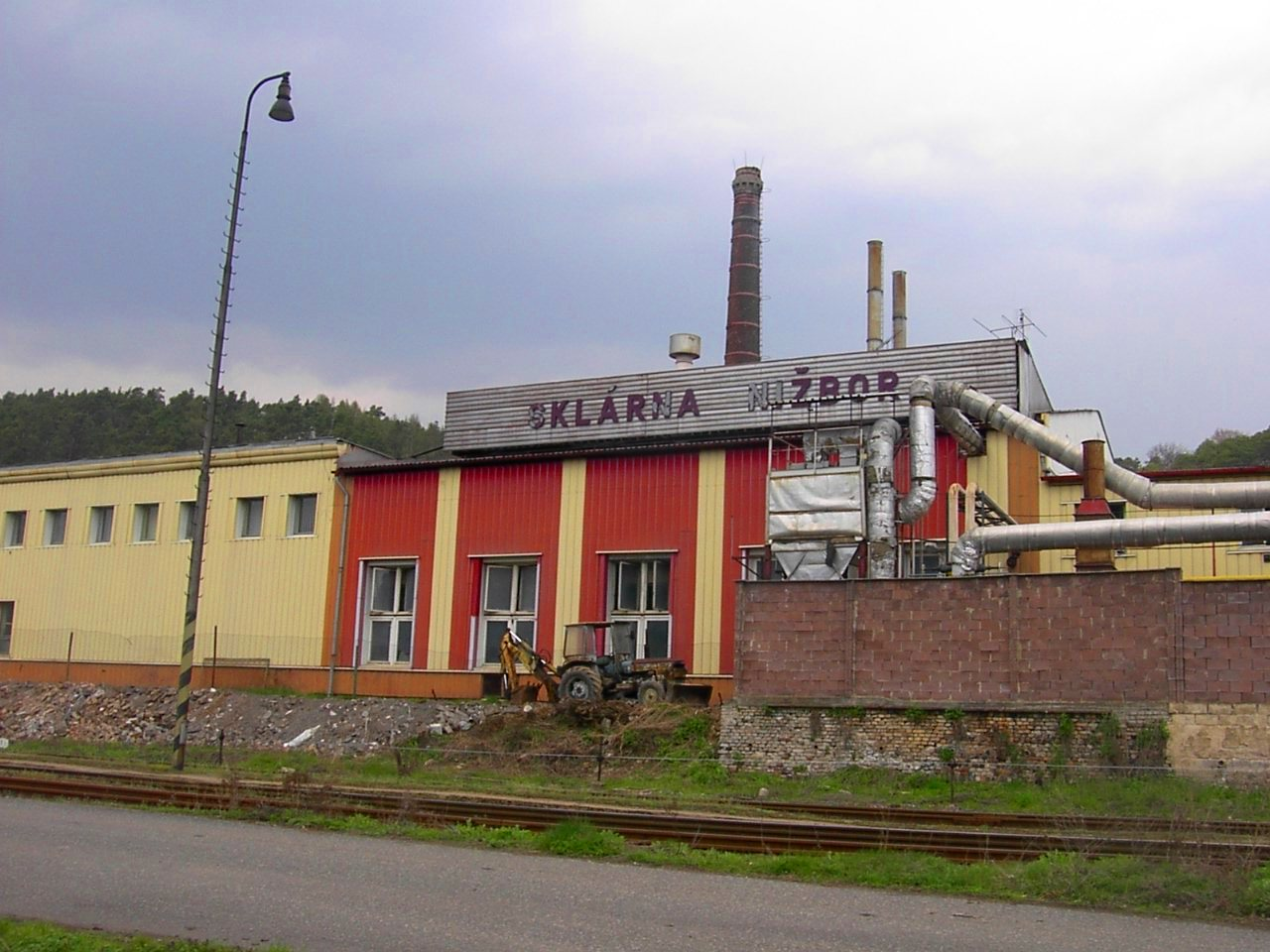
Sklárny Nižbor

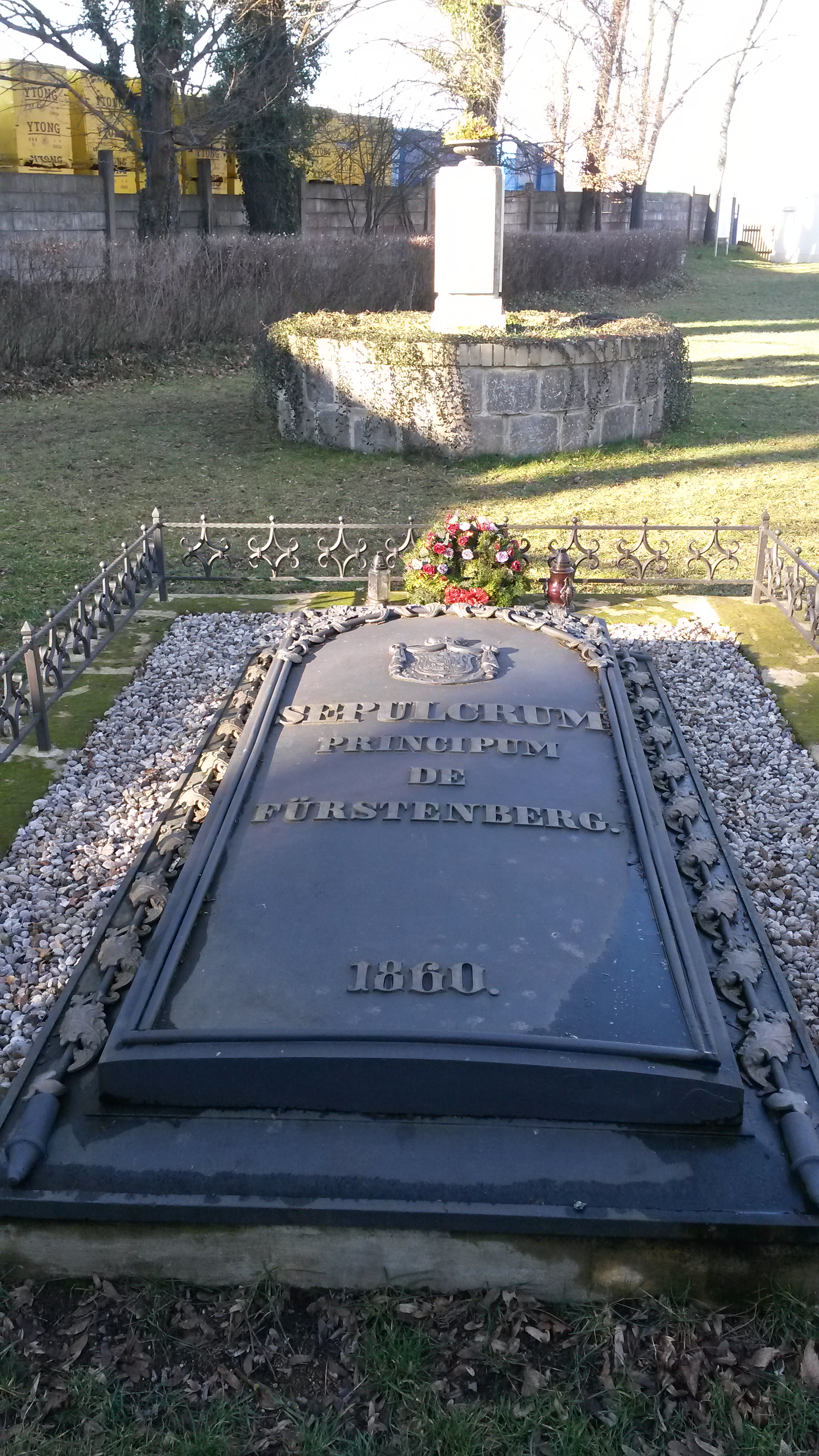
Areál Fürstenberské hrobky v Nižboru

- Na výrazné ostrožně nad obcí stojí nižborský hrad založený ve třináctém století králem Přemyslem Otakarem II. a později přestavěný na zámek, jehož dochovaná podoba pochází zejména z barokní přestavby, kterou nechal v letech 1720–1726 provést hrabě Jan Josef Valdštejn. Od roku 2003 je v zámku umístěna expozice keltské kultury.
- Na protilehlém kopci zvaném Hradiště (nadmořská výška 380 metrů) lze nalézt pozůstatky keltského oppida Stradonice (rozloha 90 hektarů), které v roce 1877 proslavil nález zlatého pokladu. Poklad měl mimořádnou hodnotu, protože ho tvořilo asi 200 kusů zlatých mincí zvaných duhovky. Následovala zlatá horečka, na území bývalého oppida denně kopalo až 300 lidí.
- U nádraží (adresa: Lánská 141) stojí technická památka Rücklova sklárna. Sklářský rod Rücklů zde zahájil provoz v roce 1903. Pro výběr místa na sklárnu bylo určující, že v okolí byl dostatek palivového dřeva a blízko i uhlí a železnice. Sklárna byla po druhé světové válce znárodněna, do soukromých rukou se vrátila až po roce 1989. Vyrábí se zde olovnatý křišťál.
- Sloup se sochou svatého Jana Nepomuckého stojí na ulici Křivoklátská, u če. 63, před křižovatkou s ulicí K Zámku naproti areálu Fürstenberské hrobky. Venkovská barokní skulptura z 18. století památkově chráněná od roku 1958. Světec drží palmovou krucifix a palmovou ratolest.
- Sloup se sochou svatého Jana Nepomuckého se nachází na ulici Berounská, v blízkosti čp. 77, poblíž přejezdu a mostu. Venkovská barokní skulptura z 18. století z křemičitého pískovce památkově chráněná od roku 1958. Sloup je zakončen korintskou hlavicí.
- Fürstenberská hrobka – zbudována v osmdesátých letech 18. století. Mezi lety 1787 a 1899 v ní bylo pochováno 14 osob.
- Dům če. 100

## Osobnosti

### Narození v Nižboru
- Matyáš Kovanda (1711–1767), sochař, štukatér, jezuita
- Bohumil Eduard Tolman (1842-1903), nakladatel a knihkupec v Hradci Králové
- Emerich Maixner (1847–1920), profesor vnitřního lékařství, redaktor Ottova slovníku naučného
- Antonín Hasal (1893–1960), armádní generál, ministr dopravy v první vládě Zdeňka Fierlingera
- Pavel Pěnkava (* 1944), atlet

### Působící v Nižboru
- Jiří Rückl (1940–2017), podnikatel, bývalý senátor, majitel sklárny Rückl Crystal
- Tomáš Hanák (* 1957), herec, moderátor, majitel restaurace Zastávka Nižbor, od roku 2006 v zastupitelstvu obce
- Osmany Laffita (* 1965), módní návrhář, obyvatel bývalé nižborské hvězdárny

Ve spádové obci Stradonice žil do své smrti spisovatel František Nepil.